# 杉田日布
杉田 日布（すぎた にっぷ、安政2年11月29日（1856年1月6日） - 昭和5年（1930年）12月7日）は、日蓮宗の僧侶。身延山久遠寺81世法主・日蓮宗24代管長。字は湛誓（たんせい）、号は智明院。内閣総理大臣石橋湛山の実父。教育者石橋湛一の祖父。

## 生涯
甲斐国南巨摩郡増穂村（山梨県同郡富士川町）に杉田武左衛門の四男として生まれる。4歳で増穂村青柳（富士川町青柳町）の昌福寺に入り、14歳で得度して身延山の西谷壇林で学ぶ。1875年（明治8年）に中教院で吉川日鑑の2年後に学び、現在の東京都港区高輪の承教寺境内に所在していた日蓮宗の最高学府・大教院で新居日薩の門に入った。なお、承教寺の檀家には畳問屋の石橋藤左衛門がおり、湛誓は藤左衛門の次女・きんを妻とし、湛山はじめ3男3女をもうけている。
30歳で昌福寺に戻って住職になると、積極的に山梨県下での布教活動に励み、後に身延山山務監督・日蓮宗宗務統監として宗務の近代化に尽力した。この間、日蓮宗を代表して台湾・朝鮮での布教活動にあたるなどの活動を行っている。
教育活動にも熱心で、山梨時代には「教友雑誌」の創刊や「山梨普通学校」の設立にあたり、後に日蓮宗大学学長を務めた（なお、戦後に立正大学と改名された後、息子の石橋湛山も学長を務めている）。
1924年（大正13年）に久遠寺法主となり、翌年には日蓮宗管長となって、身延山の整備などに尽力した。1930年（昭和5年）に開祖・日蓮の650回遠忌の成功を願って全国を布教行脚している途中、突然倒れて遷化（死去）した。

## 系譜
- 石橋家

```
　　　　　　　　　　　　　　杉田湛誓
　　　　　　　　　　　　　　　┃
　　　　　　　　　　　　　　　┃
　　　　　　　　　　　　　　　┣━━石橋湛山
　　　　　　　　　　　　　　　┃　　　　┃
　　　　　　　石橋藤左衛門━━きん　　　┣━━━石橋湛一━━━久美子　
　　　　　　　　　　　　　　　　　　　　┃　　　　　　　　　　　┃　
　　　　　　　　　　　　　岩井尊記━━うめ　　　　　　　　　　　┃
　　　　　　　　　　　　　　　　　　　　　　　　　　　　　　　　┃
　　　　　　　　　　　　　　　　　　足立正━━━足立龍雄　　　　┃
　　　　　　　　　　　　　　　　　　　　　　　　　　┃　　　┏足立正晃
　　　　　　　　　　　　　　　　　　　　　　　　　　┣━━━┫
　　　　　　　　　　　　　　　　　　　　　　　　　　┃　　　┗啓子
　　　　　　　　　　　　　　　　　山梨勝之進━━━泰子　　　　┃
　　　　　　　　　　　　　　　　　　　　　　　　　　　　　　　┃
　　　　　　　　　　　　　　　　　　　　　　　　　　　　　　　┃
　　　　　　　　　　　　　　　　　伊藤忠兵衛━━伊藤恭一　　　┃
　　　　　　　　　　　　　　　　　　　　　　　　　┃　　　　　┃
　　　　　　　　　　　　　　　　　　　　　　　　　┃　　　　┏伊藤勲
　　　　　　　　　　　　　　　　　　　　　　　　　┣━━━━┫
　　　　　　　　　　　　　　　　　　　　　　　　　┃　　　　┗武子
　　　　　　　　　　　　　　　　　　　　　　　　　┃　　　　　┃
　　　　　　　　　　　　　　　　　本郷房太郎━━━周子　　　　┃
　　　　　　　　　　　　　　　　　　　　　　　　　　　　　　　┃
　　　　　　　　　　　　　　　　　　　　　　　　　　　　　　　┃
　　　　　　　　　　　　　　　　　　　　　　　┏河野謙三　　　┣━━━河野太郎
　　　　　　　　　　　　　　　　　河野治平━━┫　　　　　　　┃
　　　　　　　　　　　　　　　　　　　　　　　┗河野一郎　　　┃
　　　　　　　　　　　　　　　　　　　　　　　　　　┃　　　　┃
　　　　　　　　　　　　　　　　　　　　　　　　　　┣━━━河野洋平
　　　　　　　　　　　　　　　　　　　　　　　　　　┃
　　　　　　　　　　　　　　　　　　　　　　　　┏照子
　　　　　　　　　　　　　　　　　田川平三郎━━┫
　　　　　　　　　　　　　　　　　　　　　　　　┗田川誠治━田川誠一
　　　　　　　　　　　　　　　　　　　　　　　　　　　

```